# Bloemendaal
Bloemendaal là một đô thị của Hà Lan. Bloemendaal thuộc tỉnh Noord-Holland ở nửa phía bắc Hà Lan. Bloemendaal có diện tích 45,23 km², dân số năm 2010 là 22.105 người.